# Вошилово
Вошилово — деревня в Собинском районе Владимирской области России, входит в состав Асерховского сельского поселения.

## География
Деревня расположена в 1,5 км на север от центра поселения посёлка Асерхово и в 15 км на юго-восток от райцентра Собинки.

## История
В конце XIX — начале XX века деревня входила в состав Березниковской волости Судогодского уезда. В 1859 году в деревне числилось 12 дворов, в 1905 году — 14 дворов.
С 1929 года деревня входила с состав Кадыевского сельсовета Собинского района, с 1965 года — в составе Асерховского сельсовета, с 2005 года входит в состав Асерховского сельского поселения.

## Население
| 1859 | 1905 | 1926 |
| ---- | ---- | ---- |
| 73   | 89   | 91   |

| 1859 | 1905 | 1926 | 2002 | 2010 | 2021 |
| ---- | ---- | ---- | ---- | ---- | ---- |
| 73   | ↗89  | ↗91  | ↘6   | ↘5   | ↘4   |